# Le Locheur
Le Locheur (Ausspracheⓘ) ist eine ehemalige französische Gemeinde mit zuletzt 267 Einwohnern (Stand: 1. Januar 2013) im Département Calvados in der Region Normandie. Sie gehörte zum Arrondissement Caen.
Die Gemeinde Le Locheur wurde am 1. Januar 2017 mit Noyers-Missy und Tournay-sur-Odon zur Commune nouvelle Val d’Arry zusammengeschlossen.

## Geografie
Le Locheur liegt rund 16 Kilometer südwestlich von Caen. 
Umgeben wurde die Gemeinde von Noyers-Missy im Norden, Bougy im Osten, Vacognes-Neuilly im Südosten und Süden sowie Tournay-sur-Odon im Südwesten und Westen.

## Bevölkerungsentwicklung der ehemaligen Gemeinde
| Jahr                              | 1793 | 1836 | 1876 | 1926 | 1946 | 1968 | 1990 | 2016 |
| Einwohner                         | 262  | 404  | 306  | 178  | 163  | 188  | 242  | 267  |
| Quellen: Cassini, EHESS und INSEE |      |      |      |      |      |      |      |      |

## Sehenswürdigkeiten
- Kirche Saint-Jacques aus dem 13. Jahrhundert, seit 1928 Monument historique[2]

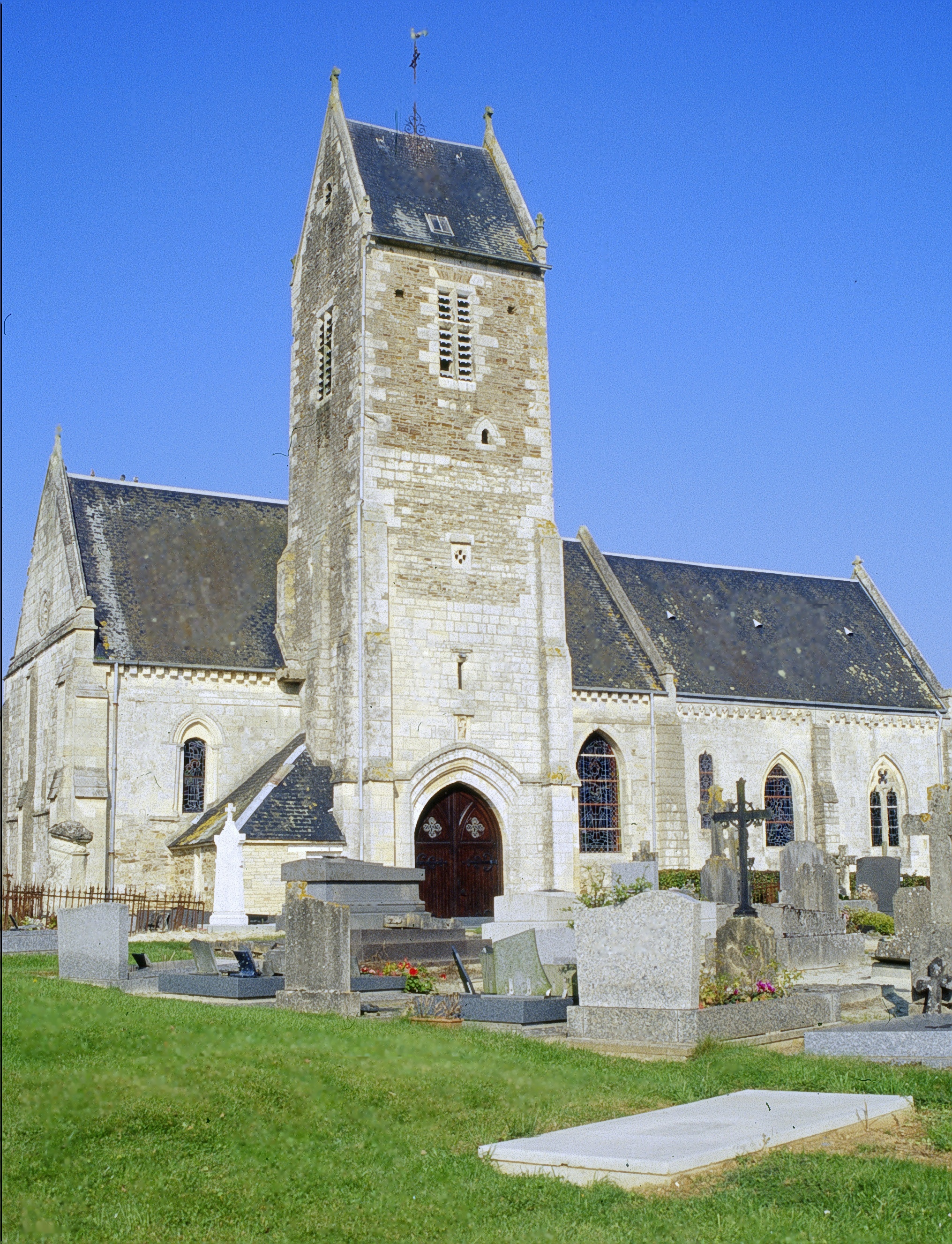
Kirche Saint-Jacques